# Pascal Vinardel
Pascal Vinardel est un peintre français, né le 29 avril 1951 à Casablanca.

## Biographie
Pascal Vinardel naît en 1951 à Casablanca,
Issu d'une famille d'intellectuels et de musiciens, il s'oriente très tôt vers la peinture.
Rentré en France en 1965, il poursuit ses études au lycée Janson-de-Sailly à Paris, puis après l’obtention d'un baccalauréat littéraire en 1969, il est admis à École nationale supérieure des beaux-arts de Paris dont il obtient le diplôme en 1972. Après avoir été primé à plusieurs occasions, il est reçu en 1974 au concours de la Casa Velazquez et devient ainsi pensionnaire de cette institution en 1974-1975. 
De retour à Paris après un séjour de deux ans à Madrid, il rencontre ses premiers marchands, et d'importants collectionneurs parisiens commencent à remarquer ses travaux.
De 1994 à 2000, il dirige un atelier de peinture à École nationale supérieure des arts décoratifs de Paris.
En 1990, il épouse la peintre et graphiste franco-américaine Rima Shaw, dont il a une fille, Anna, née en 1995.

## Distinctions
- Chevalier des Arts et des Lettres, 2013[5].

## Expositions de groupe
- 1978 : Centre Pompidou (Ateliers Contemporains), Paris
- 1980 : Hôtel de ville de Paris
- 1991 : Chapelle de la Salpêtrière, Paris
- 1993 : Galerie Forni, Bologne, Italie[6].
- 2003 : Galerie Forni, Milan, Italie.
- 2003 : Galerie Ditesheim, Neuchâtel, Suisse.
- 2005 : Art Paris, galerie Forni, Paris.
- 2007 : Paysages, Espace culturel des Dominicaines, Pont-l'Évêque.
- 2009 : Autour du Nu, Espace culturel des Dominicaines, Pont-l'Evêque.
- 2010 : Dessins contemporains français, Galerie Vincent Pietryka[7], Paris.
- 2010 : Peintres français contemporains, Galerie Vincent Pietryka, Paris.
- 2010 : St-art, Galerie Vincent Pietryka, Strasbourg.
- 2011 : Panoramiques, Galerie Vincent Pietryka, Paris.
- 2011 : Salon international de l'estampe et du dessin, Grand Palais, Paris.
- 2013 : Galerie ARTSET, Limoges
- 2013 : À livre ouvert, Bibliothèque Municipale Médiatèque Ceccano, Avignon
- 2013 : À livre ouvert, lavis. Musée Angladon, Avignon
- 2014 : Le luxe de la peinture, Espace culturel Les Dominicaines, Pont-L’Evêque, Normandie
- 2017 : Présence de la peinture en France (1974-2016), Mairie du Vème, Paris

## Expositions personnelles
- 1971 : Salon de mai[1]
- 1976 : Salon des artistes français, Paris (Grand Prix du Salon).
- 1980 : Galerie Albert Loeb[1],[8], Paris.
- 1984 : Galerie Albert Loeb, Paris[1],[9].
- 1988 : FIAC, Galerie François Ditesheim, Paris[10].
- 1989 : Galerie Ditesheim, Neuchâtel, Suisse.
- 1989 : Galerie le Troisième Œil, Bordeaux.
- 1993 : Forni, Bologne[1]
- 1998 : Chapelle de la Salpêtrière, Paris[1].
- 2000 : Salle Capitulaire Mably, Bordeaux.
- 2002 : Rétrospective à l’Espace culturel Les Dominicaines, Pont-l’Evêque.
- 2003 : Galerie Visconti, Paris[1].
- 2004 : Art Paris, galerie Visconti, Paris[1].
- 2009 : Galerie Vincent Pietryka, Paris
- 2011 : Galerie Mezzo, Paris.
- 2012 : Galerie Mezzo, Paris.
- 2013 : Galerie Francis Barlier, Paris.
- 2015 : Galerie Francis Barlier, Paris.
- 2017 : Galerie Francis Barlier, Paris.
- 2019 : Galerie Nicolas Deman, Paris.
- 2024 : La Banque, musée des Cultures et du Paysage, Hyères, rétrospective du 20 janvier au 19 mai 2024.

## Collections publiques
- Centre national d'art et de culture Georges-Pompidou, Paris, 1977[11].
- Fonds régional d'art contemporain, Normandie, 1984[12].
- Chambre de commerce et d'industrie de Bordeaux, 2011[13].

## Publications
- Lavis dans Conférence, no 32, printemps 2011[14]